# Pré-Alpes Eslovenos ocidentais
Os Pré-Alpes Eslovenos ocidentais (em italiano:  Prealpi Slovene occidentali e em eslovaco:  Zahodne Slovenske Predalpe), são uma cordilheira dos Alpes que se encontram na Eslovénia a Oeste da cidade de Liubliana. O ponto mais alto é o  Monte Porsena com 1.630 m.

## Localização
Os Pré-Alpes Eslovenos ocidentais têm a Sudoeste os Alpes Julianos, a Sul os Alpes Dináricos, e a Nordeste o vale do Rio Sava que atravessa a Eslovénia, a Croácia, a Bósnia e Herzegovina e a Sérvia e vai desaguar no rio Danúbio por alturas de Belgrado.

## SOIUSA
A Subdivisão Orográfica Internacional Unificada do Sistema Alpesno (SOIUSA) dividiu em 2005 os Alpes em duas grandesPartes: Alpes Ocidentais e Alpes Orientais, separados pela linha formada pelo  Rio Reno - Passo de Spluga - Lago de Como - Lago de Lecco.
A secção alpina dos Pré-Alpes Eslovenos é formada pelos Pré-Alpes Eslovenos ocidentais, os Pré-Alpes Eslovenos orientais e os Pré-Alpes Eslovenos do nordeste.

### Classificação  SOIUSA
Segundo a SOIUSA este acidente geográfico com as seguintes características:
- Parte = Alpes Orientais
- Grande sector alpino = Alpes Orientais-Sul
- Secção alpina = Pré-Alpes Eslovenos
- Sub-secção alpina = Pré-Alpes Eslovenos ocidentais
- Código = II/C-36, I

## Imagens

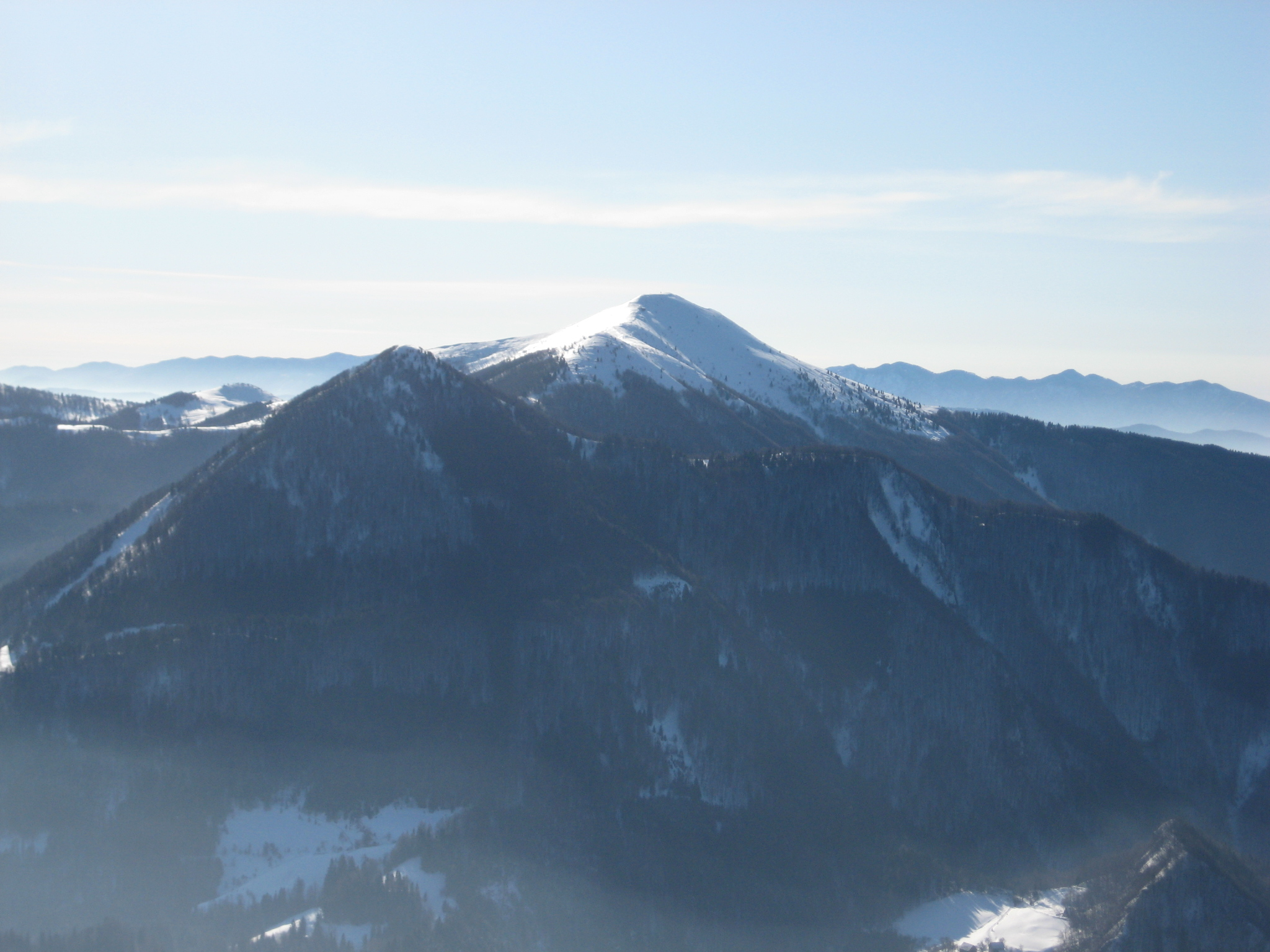
O Porezen